# Лукета (Пиза)
Лукета је насеље у Италији у округу Пиза, региону Тоскана.
Према процени из 2011. у насељу је живело 17 становника. Насеље се налази на надморској висини од 57 м.